# Indias de Mayagüez
Indias de Mayagüez  - żeński klub piłki siatkowej z Portoryko. Swoją siedzibę ma w Mayagüez. Został założony w 1988.

## Sukcesy
- Mistrzostwa Portoryko:
  -  2002, 2005

## Kadra 2011/12
Źródło:
- 1.  Jeyka Camacho
- 2.  Sydney Anderson
- 3.  Yarimar Rosa
- 4.  Stephanie Niemer
- 5.  Alex Allard
- 6.  Mariel Medina
- 7.  Emily Calderón
- 8.  Yashiree Molina
- 10. Mariam Rivera
- 11. Yesenia Roman
- 12. Amanda Vazquez
- 14. Rebecca Perry
- 15. Waleska Toro
- 18. Jetzabel Del Valle